# Ендикът
Ендикът (на английски: Endicott) е град в окръг Уитман, щата Вашингтон, САЩ. Ендикът е с население от 355 жители (2000) и обща площ от 0,7 km². Намира се на 528 m надморска височина. ЗИП кодът му е 99125, а телефонният му код е 509.